# Unifaun
Unifaun is een Zweedse band. Ze wordt opgericht als een aantal leden een concert bijwoont van The Musical Box, een tributeband van Genesis. The Musical Box voerde in oktober 2003 het album Selling England by the Pound op in Stockholm. De heren raakten zo geïnspireerd dat zij een poging wilden wagen om een muziekalbum uit te brengen dat de sfeer van die tijd zou doen herleven, maar wel bestond uit zelfgeschreven muziek. Het platenlabel adverteerde met: "Het album dat Genesis nooit opnam". Het hielp dat de stem van zanger Nad Sylvan lijkt op die van Phil Collins uit die tijd.
Het album ademt inderdaad de sfeer uit van het vervolg op Selling England en de voorloper van A Trick of the Tail; het officiële Genesisalbum daartussen The Lamb Lies Down On Broadway wordt daarbij overgeslagen. Lamb wordt algemeen beschouwd ook als een buitenbeentje is hun toenmalige repertoire gezien. De gelijkenis met de muziek van beide genoemde muziekalbums is opvallend, maar direct is duidelijk dat dit niet de muziek is van Genesis zelf, daarvoor mist het de finesse van de composities van zowel Selling England als Trick. Tony Banks en Steve Hackett waren destijds de mannen, die de band overeind moesten houden, de carrière van Collins binnen Genesis kreeg net gestalte. De composities van Banks en Hackett waren (haast) op klassieke basis geschoeid. De muziek van Unifaun is grover en bevat af en toe zuiver "jatwerk". Zo is de klank van het begin van het album afkomstig van Selling England, hoor je synthesizerloopjes van Ripples van Trick en het mellotronkoor van Entangled, ook van Trick.
Het album Unifaun zou gezien kunnen worden als een demoversie van een album dat Genesis niet heeft uitgegeven; het zou ook nooit zo uitgegeven zijn door de band.

## Musici
- Nad Sylvan – zang, gitaar, basgitaar, toetsen en slagwerk
- Bonamic – toetsen en herstel Genesis klanken uit die tijd
- Rolf Hölmström – slagwerk op (3) en (10).

## Composities
Alle muziek van de hand van Unifaun, teksten van Nad Sylvan:
1. Birth of a Biggie (7:37)
2. To the Green Faerie (6:16)
3. Mr. Marmaduke and the Minister (7:59)
4. Swingers Party (5:48)
5. Rehacksis (7:41)
6. Quest for the Last Virtue (13:57)
7. A Way Out (6:19)
8. Finistere (2:36)
9. Welcome to the Farm (4:30)
10. Maudlin Matter (4:09)
11. Bon Apart (1:26)
12. End-or-Fin (7:35)